# Португалска струја
Португалска струја је крајњи десни огранак Северноаталантске струје који се креће уз обале Португала. У висини Гибралтарског мореуза храни воде Канарске струје, заједно са Азорском струјом, са којом се спаја на том месту. Температура њене воде је 14—19°C, а салинитет се креће између 35,8—36‰.